# NGC 7090
NGC 7090 is een balkspiraalstelsel in het sterrenbeeld Indiaan. Het hemelobject werd op 4 oktober 1834 ontdekt door de Britse astronoom John Herschel.

## Synoniemen
- ESO 188-12
- AM 2133-544
- IRAS 21329-5446
- PGC 67045